# Point Reyes

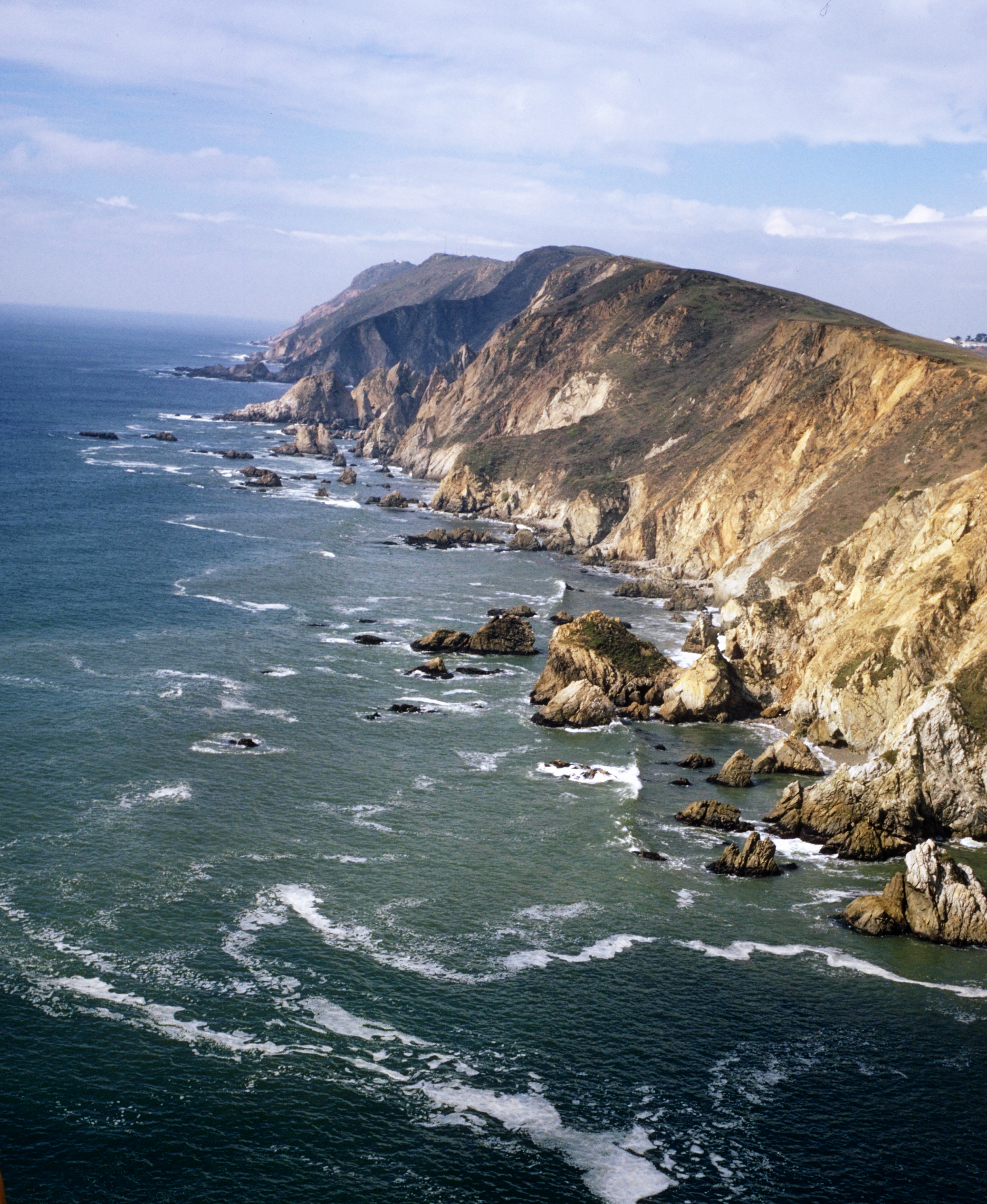
Phần lớn bờ biển của bán đảo được tạo thành từ những vách đá, mặc dù cũng có những bãi cát rộng lớn.

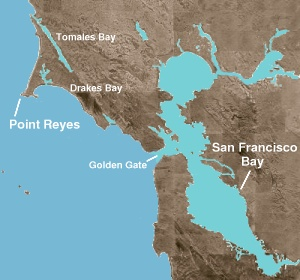
Nhìn từ trên không Reyes.

Point Reyes là một mũi đất nổi bật và điểm du lịch nổi tiếng ở Bắc California bên bờ biển Thái Bình Dương. Nó nằm ở Marin, cách 30 dặm (50 km) về phía tây-tây bắc của San Francisco. Khu vực bán đảo này được giới hạn bởi Vịnh Tomales ở phía đông bắc, đầm Bolinas ở phía đông nam và được bảo vệ bởi công viên bảo tồn Bờ biển quốc gia Point Reyes.

## Tổng quan
Phía nam của Point Reyes là vịnh Drakes. Phần lớn lượng nước của vùng đất này đổ vào Drakes Estero. Cả hai cái tên này được lấy theo tên của thủy thủ người Anh và nhà thám hiểm Francis Drake, người đã đưa con tàu Golden Hind của mình lên bờ biển để sửa chữa vào tháng 6 năm 1579. Dãy núi Inverness chạy dọc theo hướng tây bắc-đông nam bán đảo với những đỉnh núi được bao phủ bởi những cánh rừng có điểm cao nhất đạt 430 mét (1.400 ft). Sườn phía tây của dãy núi này tương đối bằng phẳng với thảm thực vật chủ yếu là cây bụi. Vụ cháy Núi Vision xảy ra vào tháng 10 năm 1995 đã thiêu rụi một phần rừng của dãy núi. Tên của bán đảo này được mượn để đặt cho thị trấn Point Reyes Station.

## Lịch sử
Những cư dân đầu tiên tại mũi đất này là người Miwok, sinh sống tại khu vực này đã hàng ngàn năm. Họ đã để lại những dấu tích tại hơn một trăm vùng đất trên khắp bán đảo, với dân số ước tính lên tới gần 3.000 người. Họ là những người săn bắn và hái lượm từ các loài cá, động vật hai mảnh, cua cho đến những loài lớn hơn như gấu nâu, nai sừng tấm. Ho cũng sử dụng nhiều loài cây dại tại Point Reyes, đặc biệt là hạt dẻ và sồi khi chúng có thể được tích trữ như hạt khô sử dụng trong mùa đông khi thực phẩm khan hiếm.
Mặc dù khu vực của người Miwok thường xuyên có sự xuất hiện của những nhà thám hiểm châu Âu nhưng họ vẫn có cuộc sống yên bình cho đến cuối thế kỷ 18, khi những người Tây Ban Nha xây dựng Khu truyền giáo San Rafael Arcángel và bắt đầu mở rộng về phía Point Reyes để tìm kiếm người làm việc tại đây. Trong sự cố gắng thay đổi vùng đất này, những khu định cư mới đã làm thay đổi lối sống truyền thống của những người Miwok và gây ra những căn bệnh lạ khiến tỉ lệ sinh giảm, nhiều người chết sớm và tỉ lệ tử vong ở trẻ cũng tăng lên đáng kể.
Năm 1992, hậu duệ của những người Miwok đã thành lập Liên minh người da đỏ Graton Rancheria, và vào tháng 12 năm 2000, luật pháp đã thông qua việc công nhận liên minh bộ lạc này. Ngày nay, liên minh này có khoảng 500 người, họ đã tái sinh những phong tục truyền thống của tổ tiên và thường được tổ chức tại Kule Loklo được gọi là "Thung lũng gấu", một ngôi làng Miwok được tái hiện lại nằm trong khu vực Bờ biển quốc gia Point Reyes.

### Khám phá của Tây Ban Nha
Vào ngày 13 tháng 11 năm 1542, nhà thám hiểm người Tây Ban Nha Juan Rodríguez Cabrillo đã nhìn thấy vùng đất này và đặt tên là "Cabo de Pinos" (Point Reyes), nhưng đã bỏ qua lối vào vịnh San Francisco, một sai lầm mà các thủy thủ lặp đi lặp lại trong hai thế kỷ tiếp theo do sương mù dày đặc đặc trưng của khu vực. Nhà thám hiểm người Tây Ban Nha Sebastián Vizcaíno đã đặt tên cho vùng đất là Punto de los Reyes ("Điểm của các vị vua") khi con tàu Capitana của ông neo đậu trong vịnh Drakes vào Ngày của ba vị vua (Lễ Hiển Linh, hoặc kết thúc 12 ngày Giáng sinh) vào ngày 6 tháng 1 năm 1603.